# Chesty: A Tribute to a Legend
Chesty: A Tribute to a Legend é um documentário de 1970 dirigido pelo cineasta norte-americano John Ford e narrado por John Wayne. É sobre o general Lewis Burwell "Chesty" Puller. Foi lançado em 1976.

## Elenco
- John Ford ... Ele mesmo
- Lewis B. Puller ... Ele mesmo
- John Wayne ... Narrador

## Ligações externa
- John Ford- Chesty: A Tribute to a Legend (1976) (Documentário) (em inglês)